# Ginestra degli Schiavoni
Ginestra degli Schiavoni ist eine Gemeinde in Italien in der Region Kampanien in der Provinz Benevento mit 388 Einwohnern (Stand 31. Dezember 2023). Sie ist Mitglied der Bergkommune Comunità Montana del Fortore.

## Geographie

Lage von Ginestra degli Schiavoni in der Provinz Benevento

Die Gemeinde liegt etwa 35 km östlich der Provinzhauptstadt Benevento am Fluss Calore Irpino. Die Nachbargemeinden sind Casalbore (AV), Castelfranco in Miscano, Montecalvo Irpino (AV), Montefalcone di Val Fortore und San Giorgio La Molara.

## Wirtschaft
Die Gemeinde lebt hauptsächlich von der Landwirtschaft.